# タキフィラキシー
タキフィラキシー (tachyphylaxis) とは脱感作のうち、特に急性のもの。
薬剤の反復投与により薬剤が急速に効果を失う場合がある。これを脱感作と呼び、実験的には高濃度の薬剤が作用部位に長時間止まることが原因で発生する。タキフィラキシーの例として、エフェドリンを投与すると交感神経終末からノルアドレナリンが放出されて血圧を上昇させるが、反復投与すると神経終末のノルアドレナリンが枯渇するため、効果を発揮しなくなる。
ステロイド外用薬離脱とタキフィラキシーの言葉が混同して使われることがあるが異なる概念である。